# Lepidogyna
Lepidogyna là một chi rêu trong họ Lepidolaenaceae.